# Bardylis australicus
Bardylis australicus är en stekelart som beskrevs av Girault 1917. Bardylis australicus ingår i släktet Bardylis och familjen växtlussteklar. Inga underarter finns listade.